# Zelandotipula lassula
Zelandotipula lassula är en tvåvingeart som först beskrevs av Alexander 1940.  Zelandotipula lassula ingår i släktet Zelandotipula och familjen storharkrankar.
Artens utbredningsområde är Ecuador. Inga underarter finns listade i Catalogue of Life.